# サイハテの聖衣
『サイハテの聖衣』（サイハテのしゅらうど）は、三雲岳斗による日本のライトノベル。イラストは朱シオが担当している。電撃文庫MAGAZINEに連載された。電撃文庫（アスキー・メディアワークス）より2011年12月から刊行されている。
ファミ通コミッククリアにて伊月クロの作画でコミカライズされたが、単行本化はされなかった。

## 世界観
「マガツヒ」と呼ばれる謎の怪物に侵攻される世界。人類がマガツヒに対抗する手段は「聖衣（シュラウド）」と呼ばれる特殊兵器とその力を引き出せる「獣装巫兵」と呼ばれる少女たちにほぼ限定されている。

## 登場人物

### 極東自衛機構 赤間ヶ関事業所第一巫兵部隊
天乃 羽々姫（あまの はばき）
15歳。埼玉県出身。元アイドルという経歴を持つ少女。とある理由で莫大な借金を背負わされている。借金返済のため守銭奴という程ではないが金銭感覚はかなりシビアで、本来の仕事以外でも金になりそうな事柄には積極的な姿勢を見せる。部隊の中では（主に紗々羅や音々に対しての）ツッコミ役となることが多い。胸の小さいことを気にしているような言動がたまにある。
AS-552 クシナダ
固有武装：大剣「十束（トツカ）」　固有権能：生体感覚加速
羽々姫の聖衣。「蛟（ミズチ）」と呼ばれる種族のマガツヒを封印しその魔力で稼働する。周囲が静止して見えるほどの超高速での活動が可能なため接近戦闘においては無類の強さを発揮するが、大口径火器を装備できないという欠点もある。また燃費が悪く運用コストはやや高め。
桜狩 紗々羅（さくらがり ささら）
17歳。静岡県出身。自衛軍に所属していた過去がある第一巫兵部隊の（一応）リーダー。実力は非常に高いのだが大雑把かつ面倒くさがりで、羽々姫や鳴々葉からはほとんどダメ人間とみなされている。オカルト肯定派。
MS-240 サクヤ
固有武装：「散藤（バラフジ）」
沙々羅の聖衣。「火炎樹（カエンジュ）」と呼ばれる植物系のマガツヒを封印している。絶対零度から数万度の超高温まで掌握した範囲内の熱エネルギーを完全に掌握する能力を持ち攻撃力は極めて高い。反面、あまり精密な制御は不可能でしばしば破壊力が余って周囲に甚大な被害を及ぼす。伸縮自在の棘鞭「散藤」は接触したものを爆発させる能力があり、直接攻撃の他にも敵を感知する結界の展開や拘束など多彩な使い方ができる。
樛宮 鳴々葉（とがのみや ななは）
15歳。三重県出身。「忍者」の家系出身。サバイバルや戦闘方面に関しては卓越した技術を持っているが過去のトラウマから精神的に弱いところがあり、本来の能力の高さを生かし切れていない節が見受けられる。なにかと不運な目に遭遇しやすいところがある不運体質。羽々姫とは同期入社とのこと。
AS-550 サグメ
固有武装：「還矢（カエシヤ）」「磐船（イワフネ）」　固有権能：波動制御
鳴々葉の聖衣。「河伯（カハク）」とよばれるマガツヒを封印している。「波」を制御する能力を有し、大気を操っての精密狙撃を得意とする。光を屈折させ姿を消したり幻影による分身を作り出すことも可能だが、その能力は尾行や覗きなどロクでもない用途に使われることも多い。波動制御能力で刃を振動させることで極めて高い切断能力を発揮する大型手裏剣「還矢」と分身の発生にも利用可能な遠距離狙撃用の小型手裏剣「磐船」を装備する。
小揺木 音々（こゆるぎ ねね）
16歳。神奈川県出身。どこかおっとりとした雰囲気をまとった素封家のお嬢さん。幼少時から病弱で、自分で自分を治すため薬剤調合などの知識を独学で習得、比較的病状が安定している現在（それでも毎月のように吐血して倒れ、数日間は使い物にならなくなる）でも自作の怪しげな薬品類を持ち歩いている。彼女が調合した薬物の中には「痛頭薬」（頭痛薬にあらず）や「解熟剤」（解熱剤にあらず）など紛らわしい名前の代物も含まれている。オカルト否定派のはずだがノリノリでその手の番組の真似をするなど実際のところはよく分からない。
LS-249 オトタチバナ
固有武装：「走水（ハシリミズ）」
音々の聖衣。「鰐鮫（ワニザメ）」とよばれる水棲系のマガツヒを封印している。強力な結界生成能力と単体の聖衣としては最大級の広範囲攻撃能力を有し、味方の火力支援と敵の強襲に対する防御に適している。その分機動力はやや低め。「走水」は左右一対の巨大な鉄扇で、表面から破局粒子を放出する輻射板として機能する。

## 用語・設定
聖衣（シュラウド）
正式名称はBDU（Bestial Dress Uniform/獣装戦闘服）。対マガツヒ用として開発された強化服で破魔の鎧などとも呼ばれる。内部にマガツヒを封印し、装着者に高い戦闘力をはじめとする異能の力を与える。なお装着者は封印されたマガツヒと意思疎通が可能な素質を持った少女（巫女）に限られる。封印は全部で五段階施されており封印を解くごとに内包したマガツヒの力をより引き出せるようになる反面、魔力を引き出すための運用経費も上昇していく。
巫女（みこ）
マガツヒとコミュニケーションをとることが可能な特殊な適性を持った人材。そのほとんどは年若い少女で、一体のマガツヒは多くの場合一人の少女にしか懐かない。聖衣は封印されたマガツヒの魔力で駆動しているため、巫女以外の人間が装着することはできない。
獣装巫兵（じゅうそうふへい）
聖衣を装備し、マガツヒの迎撃・駆逐を主たる任務とする兵士。事実上マガツヒと対等に交戦可能な唯一の戦力であるため偵察や拠点防衛など多種多様な任務に投入される。獣装巫兵の待遇は戦闘機のパイロットとほぼ同等。戦場における花形として国民からの人気も高い。しかしその分既存の軍部からの風当たりも強く、予算や物資の割り当て面では必ずしも優遇されているとは言えない。
禍憑妃（マガツヒ）
突如世界に出現した怪物たちの総称。単に「妖獣」とも呼ばれる神話や伝承に語られてきた災厄の獣。種類は多様でそれぞれが超常的な能力を備え、通常兵器ではほとんど対抗できない。ごく稀に人類と意思を通わせ共存可能な個体も存在し、それらは「霊獣」と呼ばれる。
破局粒子（はきょくりゅうし）
物理的に不連続な現象を引き起こす粒子、または波動であり場であるもの。マガツヒおよびその力を利用した聖衣の魔力の正体で、前者にとっては肉体そのものでもある。美しい燐光のようなものでこの粒子の影響下では既存の物理法則は適用されない。
固有権能（こゆうけんのう）
マガツヒが使う特殊能力のこと。ほとんどのマガツヒはその種族特有の固有権能を持つ。全ての聖衣も固有権能を有するがそれは内包したマガツヒの権能と同一であり、ゆえに同型の聖衣であっても能力まで同じとは限らない。
極東自衛機構（きょくとうじえいきこう）
政府や自治体、企業などの依頼をうけマガツヒ関連の任務を請け負う民間軍事会社の一つ。本社は京都。所属する兵士は傭兵であり正規の軍人ではないが、国際法上民兵としての武装権、交戦者資格を持つ。

## ミッション・レポート /Intermission
電撃文庫MAGAZINE Vol.19から始まった業務日誌形式のショートストーリー。音々曰く「文庫版が発売されるまでの顔つなぎ的な企画」で毎号2ヶ月分（掲載された文庫MAGAZINEの発売月＋翌月）の時節に関連した話が展開される。雑誌掲載時にはほぼ会話文のみで展開されていたが文庫化に際し地の文を追加した形で「Intermission」として収録された。

## 既刊一覧
- 三雲岳斗（著）・朱シオ（イラスト） 『サイハテの聖衣』 アスキー・メディアワークス〈電撃文庫〉、既刊2巻（2012年12月10日現在）
  1. 2011年12月10日発売[2]、ISBN 978-4048-8-6101-4
  2. 2012年12月10日発売[3]、ISBN 978-4048-9-1164-1

## 漫画
伊月クロの作画によりファミ通コミッククリアにて2012年2月24日より2012年8月24日まで連載。単行本化はされていない。